# Der kaukasische Kreidekreis (1958)
Der Film Der kaukasische Kreidekreis aus dem Jahr 1958 ist eine deutsche Verfilmung des Theaterstücks Der kaukasische Kreidekreis des deutschen Dramatikers Bertolt Brecht. Der Film wurde am 25. September 1958 uraufgeführt.

## Handlung
In einer antiken kaukasischen Stadt in Grusinien herrscht der Gouverneur Georgi Abaschwili. Es herrscht Armut; das Land führt Krieg in Persien. Trotz der Gerüchte um eine ungünstige Wendung des Krieges will der Gouverneur einen Palastanbau errichten und die Armenbaracken dafür abreißen lassen.
Bald wird der Gouverneur wie auch alle anderen Gouverneure des Landes durch eine Revolution gestürzt und hingerichtet. Die Magd Grusche Vachnadze verlobt sich mit dem Soldaten Simon Chachava und will auf ihn warten, bis der Krieg vorbei ist. Natella Abaschwili, die Frau des Gouverneurs, kann fliehen, lässt aber das Neugeborene Michel zurück, weil ihr ihre Kleider wichtiger sind. Grusche nimmt das Kind bei sich auf. Da die Panzerreiter des Fürsten nach dem Kind suchen, flieht Grusche mit Michel ins Gebirge.
Aus Verzweiflung legt Grusche das Kind vor der Hütte eines alten Bauernpaares ab, will es aber wieder mitnehmen, nachdem sie von zwei Panzerreitern des Gouverneurs aufgegriffen und nach dem Kind befragt wurde. Grusche wird von der ängstlichen Bäuerin verraten und kann gerade noch fliehen. Sie nimmt den Jungen an Kindes statt an.
Geschwächt von der Wanderung über den Gletscher findet sie Unterschlupf bei ihrem Bruder Lavrenti Vachnadze und seiner frommen Frau Aniko. Um einen Vater für Michel vorweisen zu können, heiratet Grusche trotz ihrer Verlobung den offenbar sterbenskranken Bauern Jussup; Bruder Anastasius vollzieht die Trauung. Da trifft die Nachricht ein, dass der Krieg zu Ende ist und der Großfürst und die Soldaten zurückkehren. Zu Grusches Überraschung wird Yussup wieder gesund.
Simon Chachava kehrt zurück und reagiert enttäuscht, als er von Grusches Heirat und dem Kind erfährt. Michel selbst wird inzwischen von den Panzerreitern des Großfürsten abgeholt, weil der Verdacht besteht, dass er das Kind des Gouverneursehepaares ist. Der Dorfschreiber Azdak soll entscheiden, wem das Kind zuerkannt wird. Während des Krieges hatte er einen angeblichen Bettler als Flüchtling aufgenommen. Als dieser sich als der Großfürst herausstellte, stellte Azdad sich den Panzerreitern. Bei dieser Gelegenheit sprach er sich gegen die Widersinnigkeit des Krieges sowie für den Frieden aus. Dies führte dazu, dass er, da der Dorfrichter den Revolutionswirren zum Opfer gefallen ist, dessen Funktion übertragen bekam. Zunächst fällte er falsche Urteile und ließ sich bestechen, bekam es bei der Rückkehr des Großfürsten aber mit der Angst zu tun.
Zum Prozess um Michel muss Azdak erst herbeigezerrt werden und entgeht knapp dem Galgen. Während bei dem Prozess um die Mutterschaft der Anwalt von Natella Abaschwili auf die enge Bindung zwischen Mutter und Sohn durch die Blutsbande eingeht, betont Grusche, dass sie sich um das Kind gekümmert hat und es nicht aus Bequemlichkeit im Stich ließ. Nach anfänglicher Voreingenommenheit zugunsten der Gouverneurswitwe entwickelt Azdak Verständnis für Grusches Position und entschließt sich zu einer Probe: Er lässt Michel in die Mitte eines Kreidekreises hinstellen und von beiden Frauen an der Hand nehmen; die richtige Mutter werde die Kraft haben, den Jungen zu sich zu ziehen. Aus Angst um Michel lässt Grusche ihn lieber los, statt zuzulassen, dass sie ihn zerreißt. Dies veranlasst Azdak, Michel der Magd Grusche zuzusprechen. Azdak scheidet Grusche von Yussup, damit sie Simon heiraten kann.